# Money Wayy Ent
Money Wayy Entertainment (abreviado como Money Wayy Ent o Money Wayy), es un sello discográfico independiente fundado por los cantantes puertorriqueños Yeruza y Hydro en 2019 con sede en San Juan, Puerto Rico.

## Historia
Fundado en 2019 por dos hermanos, teniendo como objetivo apoyar y guiar artistas emergentes desde cero (el cuál dicho manager del sello es Ele D), especializamente en trap latino, drill latino y el reguetón. El 2 de noviembre de 2019 se dio a cabo el debut del sello lanzando su primer sencillo «Gan-Ga (Remix)» de Yeruza, el 29 de marzo del año siguiente «Negro» junto a Rvsell, y más tarde colaboraciones con Sahir, Palerrmo, Yovngchimi, entre otros. 
El 19 de noviembre de 2020, Yeruza fue asesinado y esto provocó que Hydro, hermano de Yeruza, quedase como el único representante del sello discográfico, además del otro grupo de artistas que formaron Rvsell, Palerrmo, Sahir, Yovngchimi, Jonna Torres, entre otros.
En 2021 se lanzó el primer álbum póstumo del sello La Ruta del Dinero que contó con 16 sencillos. Además colaboraron artistas como Brray, Eladio Carrión, Jonna Torres, Hydro, Yovngchimi, Dei V, entre otros. Los sencillos «Glizzy Walk», (el cuál fue el debut de Yovngchimi), «Bloody», «ATL», «Gang», «Glizzy Walk 2.0», entre otros fueron lanzados. A finales del 2021, el hermano de Arcángel, cuyo nombre real es Justin Santos, falleció a la edad de 21 años en un accidente de tráfico. Además en octubre del 2021 debutó el artista Young D en su sencillo titulado «Perdón».
En 2022, específicamente en mayo, Ele D, dicho manager del rapero Yovngchimi, fue arrestado junto a otras 41 personas, tras ser acusados de traficar grandes cantidades de drogas como heroína, cocaína y crack, además estaban involucrados a más de 20 asesinatos, incluyendo que ejecutaron a uno de sus miembros, y su cuerpo fue dejado con un cartel que decía: "Yo soy el responsable del asesinato de los guardias". Además Yovngchimi dice que pertenece a un grupo, una mafia que se llama «Los Diablos de Llorens Torres» quiénes también pertenecen Sombra PR, Pressure 9X19, Slayter, entre otros.
En enero del 2023, se lanzó uno de los mayores éxitos de el sello discográfico, «Baby Father 2.0» de Yovngchimi, junto a los artistas Myke Towers, Ñengo Flow, Arcángel e incluso su amigo, Yeruza. Además en enero de ese mismo año, Ele D tuvo su debut con el sencillo «27 Cosos», sin embargo, Ele D en la mayoría de sus canciones menciona la palabra One40Towers, que puede que sea un edificio o grupo de amigos que el mismo formo, y además en 2023 se lanzaron los álbumes de estudio WLGS de Yovngchimi, y CODA de Yeruza. En mayo de 2023 tuvo debut el artista CDobleta, más conocido como El Diablo Blanco, con el sencillo «Tan Cagau», y a finales de 2023 tuvo su debut Pressure 9X19 con su primer sencillo «VVS Switch» y tan sólo unos pocos días depués Sombra PR con su sencillo «Rojo 27» junto a Pressure 9X19 y GRANDE23.
En 2024, el artista CDobleta fue acusado del asesinato de un policía, junto a otras 4 personas más, además también podrían enfrentar la pena de muerte. En enero del 2024 se lanzó el sencillo «GTA» de KAY KAY, cuyo debut también fue en 2023. Además los sencillos «VVS Switch (Remix)», «9x19/300BLK» de Yovngchimi «9x19 (Remix)» de Slayter, entre otros. Sin embargo, en septiembre del 2024, el rapero Slayter (de 31 años) fue arrestado, por hacerse pasar por médico y hacer recetas médicas falsas.

## Miembros
- Yeruza "La Cara del Drill"
- Hydro (CEO de Money Wayy)[15]
- Yovngchimi
- Dei V
- Eladio Carrión
- Ele D "El Megatron" (manager)
- El Chef
- Pausa "El De Los Borra Rostro"
- Glizzy Gvng (Glizzy Gang)
- Young D
- Pressure 9X19 "El Rey de las Rápidas"
- Slayter
- Jonna Torres
- Sahir
- Palerrmo
- Jota Rivers
- Jon Lee
- Clue
- CDobleta "El Diablo Blanco"
- Sombra PR "La Sombrilla"
- Rvsell
- KAY KAY (KK)
- Espano

### Exmiembros
- Yeruza †[3]

### Productores
- Hydro (CEO)[15]
- Yecko On The Beat
- Bassyy[16]
- Quepasojefe